# Centawa
Centawa (niem. Centawa, śl. Cyntawa)– wieś w Polsce, położona w województwie opolskim, w powiecie strzeleckim, w gminie Jemielnica.
W latach 1975–1998 wieś należała administracyjnie do ówczesnego województwa opolskiego.

## Nazwa
Spis geograficzno-topograficzny miejscowości leżących w Prusach z 1835 roku, którego autorem jest J.E. Muller notuje nazwę miejscowości Centawa jako jedyną, funkcjonującą zarówno w języku polskim jak i niemieckim.
Ze względu na polskie pochodzenie nazwa została zmieniona w latach 1936-45 przez nazistowską administrację III Rzeszy na nową, całkowicie niemiecką - Haldenau.
| SIMC    | Nazwa  | Rodzaj     |
| ------- | ------ | ---------- |
| 0999080 | Gaj    | przysiółek |
| 0495645 | Kuźnia | przysiółek |

## Historia
Spis z 1835 notuje we wsi: folwark, piekarnię, dwie fryszernie oraz kuźnię.

## Zabytki
Do wojewódzkiego rejestru zabytków wpisany jest kościół parafialny Najświętszej Panny Marii, z XV/XVI w., XIX w., średniowieczny, wczesnogotycki z roku 1253.